# Międzyzdroje
Międzyzdroje (niem. Misdroy) – miasto w północno-zachodniej Polsce, w województwie zachodniopomorskim, w powiecie kamieńskim, siedziba gminy miejsko-wiejskiej Międzyzdroje, położone nad Morzem Bałtyckim, na wyspie Wolin. Według danych z 31 grudnia 2010 miasto liczyło 5479 mieszkańców.
Międzyzdroje są ośrodkiem wypoczynkowym i turystycznym. Popularną letnią imprezą rozrywkową jest organizowany corocznie w lipcu Europejski Festiwal Gwiazd.

## Nazwa
Nazwa Międzyzdroje jest rodzaju niemęskoosobowego i oznacza miejsce między zdrojami. Poprawna forma dopełniacza brzmi: Międzyzdrojów.

## Położenie
Międzyzdroje leżą w północno-zachodniej części woj. zachodniopomorskiego, w zachodniej części powiatu kamieńskiego, w zachodniej części gminy Międzyzdroje.
Miasto znajduje się nad Zatoką Pomorską, w środkowej części wybrzeża wyspy Wolin, 14 km na północny wschód od Świnoujścia, 14 km na północny zachód od miasta Wolina i 21 km na południowy zachód od Kamienia Pomorskiego. 3 km na południowy zachód od niego położone jest jezioro Wicko Małe, zatoka Zalewu Szczecińskiego. Międzyzdroje od wschodu i południa graniczą z terenami Wolińskiego Parku Narodowego.
Według danych z 1 stycznia 2009 powierzchnia miasta wynosi 4,50 km².
W latach 1946–1998 miasto administracyjnie należało do woj. szczecińskiego.

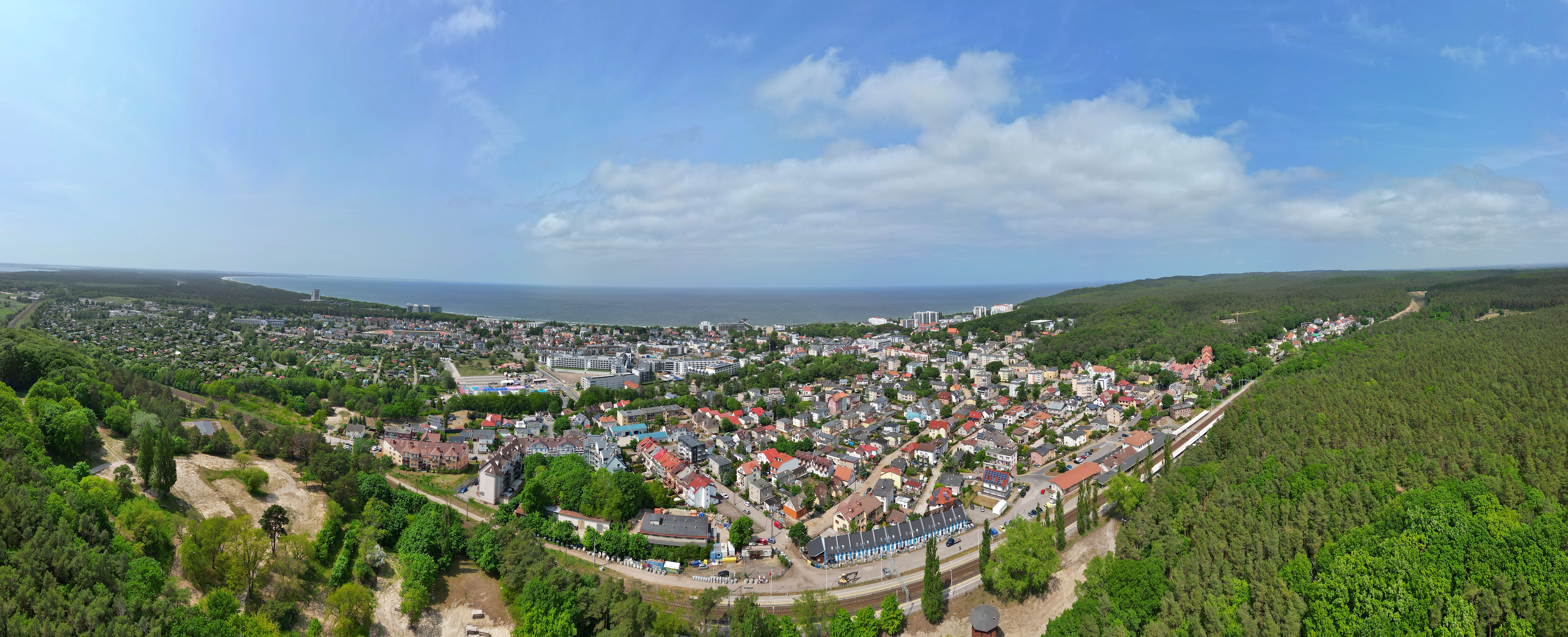
Panorama Międzyzdrojów

## Środowisko naturalne
Część wschodnia Międzyzdrojów leży na zachodnich stokach morenowego Pasma Wolińskiego, na którym w odległości 4–5 km dominują wzniesienia Gosań i Grzywacz, a na południe od miasta Leśnogóra (91 m n.p.m.).
Miasto znajduje się na pograniczu części polodowcowej i części naniesionej przez wody, stąd w jego granicach występują elementy kompleksów siedliskowych Półwyspu Przytorskiego (plaża, wydmy, torfowiska), jak i elementy wysoczyzny polodowcowej (klify, wzgórza morenowe).
W Międzyzdrojach zauważalne są silna antropopresja i niszczenie pasa wydm nadmorskich, będących naturalną ochroną terenów nadmorskich. Miasto jest położone nad Zatoką Pomorską, nad wąskim pasem wydm, który jest intensywnie zagospodarowany przez infrastrukturę turystyczną. W kilku miejscach grzbiet nadmorskiego wału został zabudowany przez punkty gastronomiczne i hotel Amber Baltic. W zachodniej części Międzyzdrojów na fragmencie wydmy wybudowano deptak spacerowy. Środkową część wybrzeża wydmowego pokrywają skwery i park miejski. We wschodniej części Międzyzdrojów, gdzie wybrzeże wydmowe przechodzi w klif, znajduje się przystań morska. Na pas wydm wpłynęła także rozbudowa mola spacerowego.
Głównym ciekiem wodnym jest struga Stary Zdrój, która wypływa z centrum Międzyzdrojów w kierunku południowym, gdzie uchodzi do jeziora Wicko Małe.

### Przyroda
Według danych z 2005 roku miasto obejmowało 73 ha lasów i gruntów leśnych, 60 ha użytków rolnych.
Międzyzdroje otoczone są na lądzie obszarem „Wolin i Uznam”, a od morza strefą „Ostoja na Zatoce Pomorskiej”, będącymi specjalnymi obszarami ochrony przyrody programu Natura 2000.
W mieście znajdują się pomniki przyrody i drzewa pomnikowe:
- buki „Króla Władysława IV” – 3 buki o obwodach 420, 325, 320 cm
- cis „Jadwiga” – cis pospolity o obwodzie 94 cm (ul. Zwycięstwa 41)
- cis „Jagiełło” – cis pospolity o obwodzie 140 cm (ul. Zwycięstwa 41)
- cisy „Strażnicy Księcia” – cisy pospolite o wysokości 5 m (ul. Gryfa Pomorskiego i ul. Krótka)
- dąb „Bolko” – dąb szypułkowy o obwodzie 435 cm, wysokość 22 m (ul. Kolejowa i ul. Leśna)
- dąb „Karczmarz” – dąb bezszypułkowy o obwodzie 415 cm, wysokość 24 m (ul. Gryfa Pomorskiego i ul. Spokojna),
- dąb „Regalinda” – o obwodzie 460 cm (ul. Kolejowa – Leśne Ustronie)
- dąb „Storrada” – dąb szypułkowy o obwodzie 310 cm (ul. Kolejowa 24)
- dąb „Szwedzki”
- dąb „Telesfor” – dąb szypułkowy o obwodzie 465 cm, wysokość 24 m, wiek około 500 lat (ul. Gryfa Pomorskiego i ul. Wesoła).
- robinia z bluszczem o obwodzie 195 cm, wysokość 15 m (ul. Zdrojowa)
- jesion mannowy „Gryf” – trójpienne drzewo o obwodzie pni 62 cm, 52 cm, 48 cm i wysokości ok. 8 m, rosnące przy ulicy Bohaterów Warszawy[11]
- 0,5 km na południowy zachód od osiedla Lubiewo (skrzyżowanie ulic Wolińskiej z Nowomyśliwską) – ścieżka dydaktyczna „Paprocie”, dł. 3 km, 10 przystanków z tablicami poglądowymi.

Większość międzyzdrojskich pomników przyrody powołano na przełomie lat 2003/2004. W połowie 2015 r. było ich 30.

## Turystyka

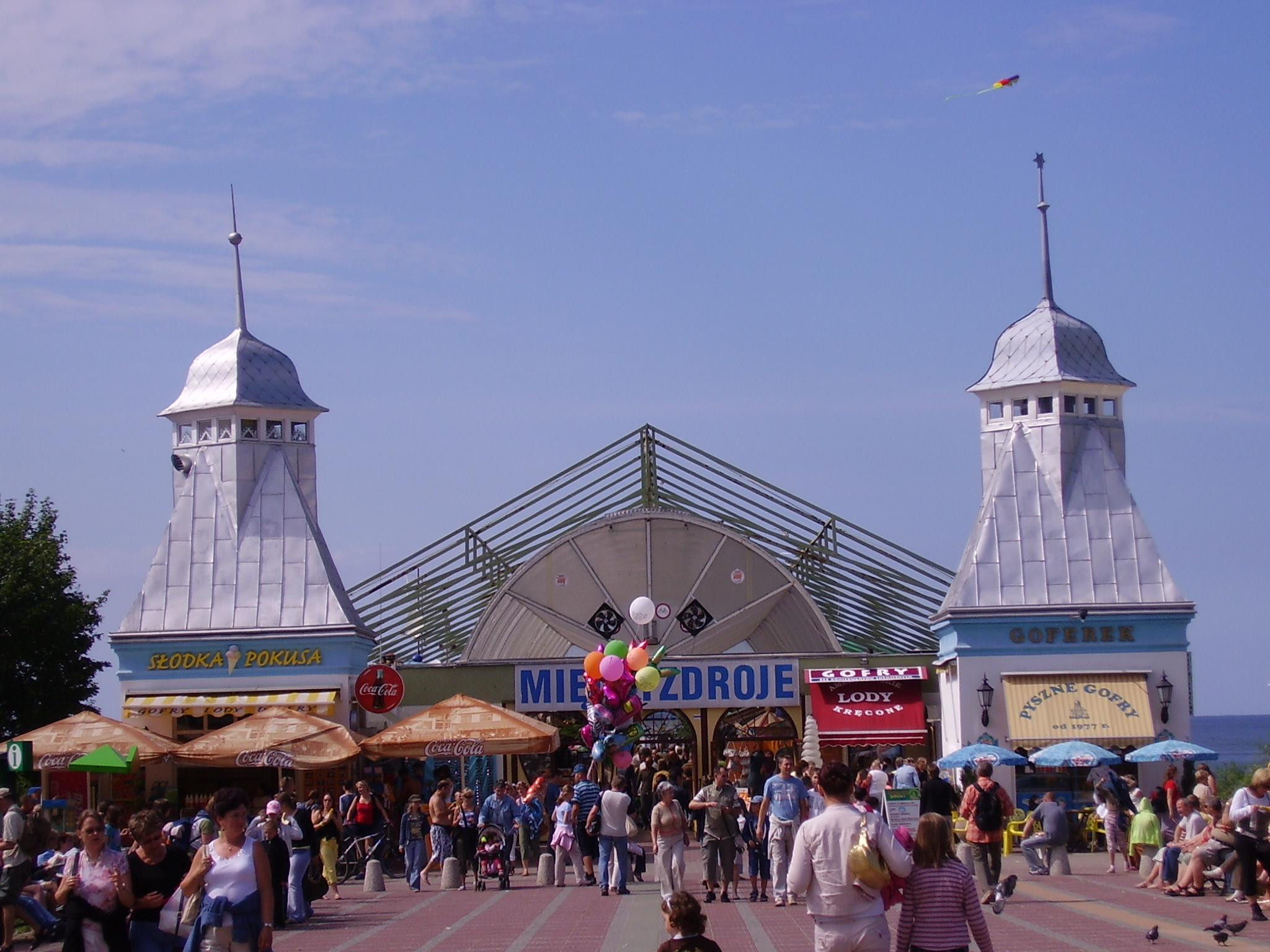
Wejście na molo

Na atrakcyjność turystyczną Międzyzdrojów wpływa położenie geograficzno-przyrodnicze. Na obszarze miasta ustalono 2 kąpieliska nadmorskie, tj. kąpielisko Międzyzdroje Zachód (od mola na zachód 500 m) z wyłączeniem 50-metrowego pasa bezpieczeństwa, oraz kąpielisko Międzyzdroje Wschód (od mola na wschód 500 m).
Walorami turystycznymi miasta są: położenie nad morzem, piaszczyste plaże, wzniesienia w Paśmie Wolińskim, bliskość Wolińskiego Parku Narodowego, historyczne zabudowania uzdrowiskowe i Park Zdrojowy w nadmorskiej części miasta.
Do atrakcji turystycznych Międzyzdrojów można zaliczyć:
- Promenadę Gwiazd
- molo o długości 395 m, będące także przystanią morską, skąd odbywają się rejsy do Świnoujścia i niemieckich portów Uznamu,
- gabinet figur woskowych Gabinet Gwiazd,
- oceanarium Międzyzdroje
- kino „Eva”, otwarte w 2009 roku[15]
- obiekty Wolińskiego Parku Narodowego, w którym znajdują się: Zagroda Pokazowa Żubrów oraz Muzeum Przyrodnicze z żywymi bielikami w wolierach,
- punkty widokowe: Kawcza i Gosań,
- kościół św. Piotra Apostoła[16],
- kaplica Stella Matutina.

Międzyzdroje w 2007 roku miały: 10 hoteli, 2 pensjonaty, 1 zakład uzdrowiskowy, 22 ośrodki wczasowe, 2 ośrodki szkoleniowo-wypoczynkowe, 1 ośrodek kolonijny, 2 pola biwakowe, 4 zespoły ogólnodostępnych domków turystycznych i 5 innych obiektów zbiorowego zakwaterowania.
Miasto w sezonie 2007 posiadało 6546 miejsc noclegowych, w tym 2638 całorocznych. Według danych GUSu w ciągu całego 2007 roku z noclegu w Międzyzdrojach skorzystało 106 688 osób, z czego 25% stanowili turyści zagraniczni.
Znakowane szlaki turystyczne przechodzące przez Międzyzdroje:
- E9 Szlak Nadmorski im. dr. Czesława Piskorskiego
- Szlak Nad Bałtykiem i Zalewem Szczecińskim
- Szlak Leśny Przez Pojezierze Warnowsko-Kołczewskie
- Szlak Przez Kawczą Górę do Żubrowiska
- Międzynarodowy szlak rowerowy wokół Bałtyku R-10
- Międzynarodowy szlak rowerowy wokół Zalewu Szczecińskiego R-66
- Szlak Świętego Jakuba
- Zachodniopomorski Szlak Żeglarski

Z tutejszego mola organizowane są krótkie rejsy wycieczkowe po Morzu Bałtyckim.
Na terenie miasta działa klub przewodników PTTK „Na Wyspach”, który prowadzi usługi przewodnickie, a także organizuje wycieczki lokalne i regionalne.

## Architektura

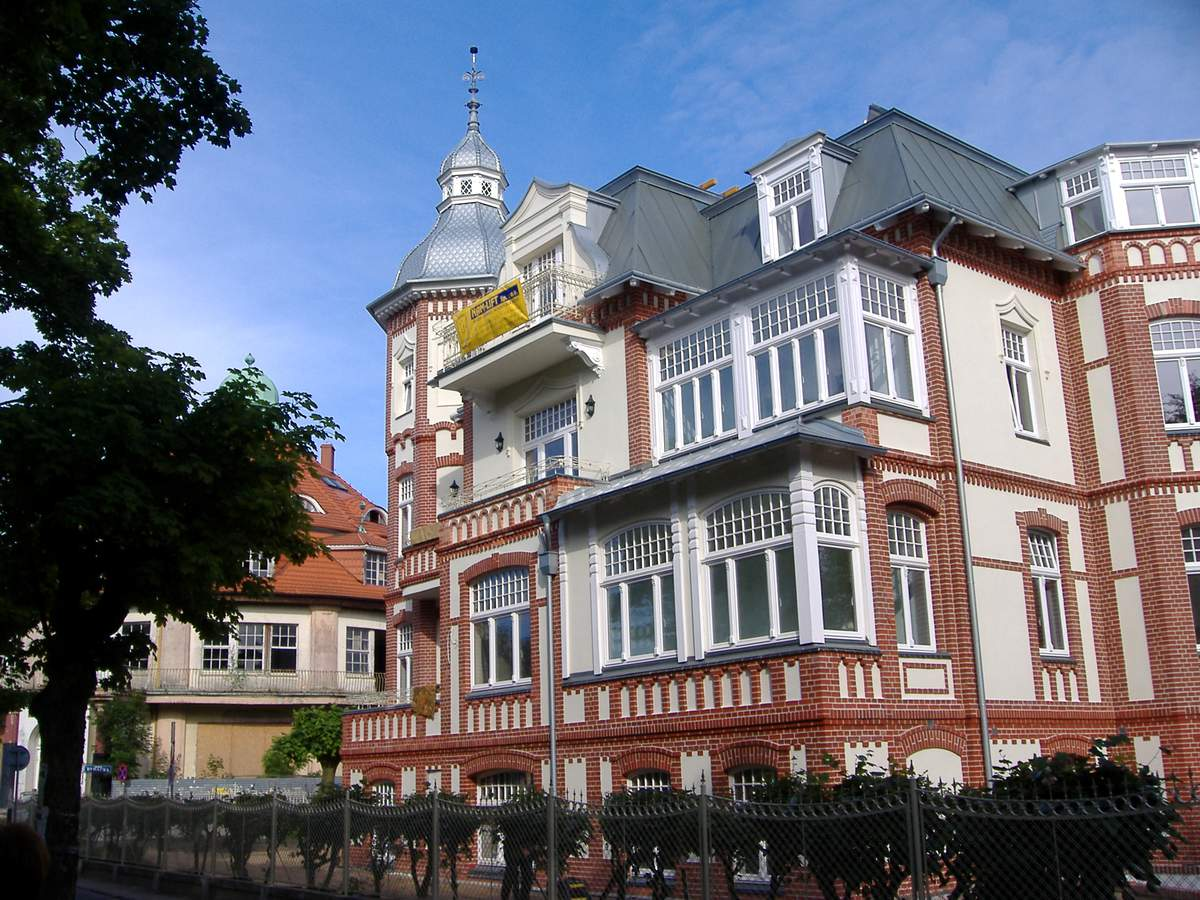
Zabytkowa willa

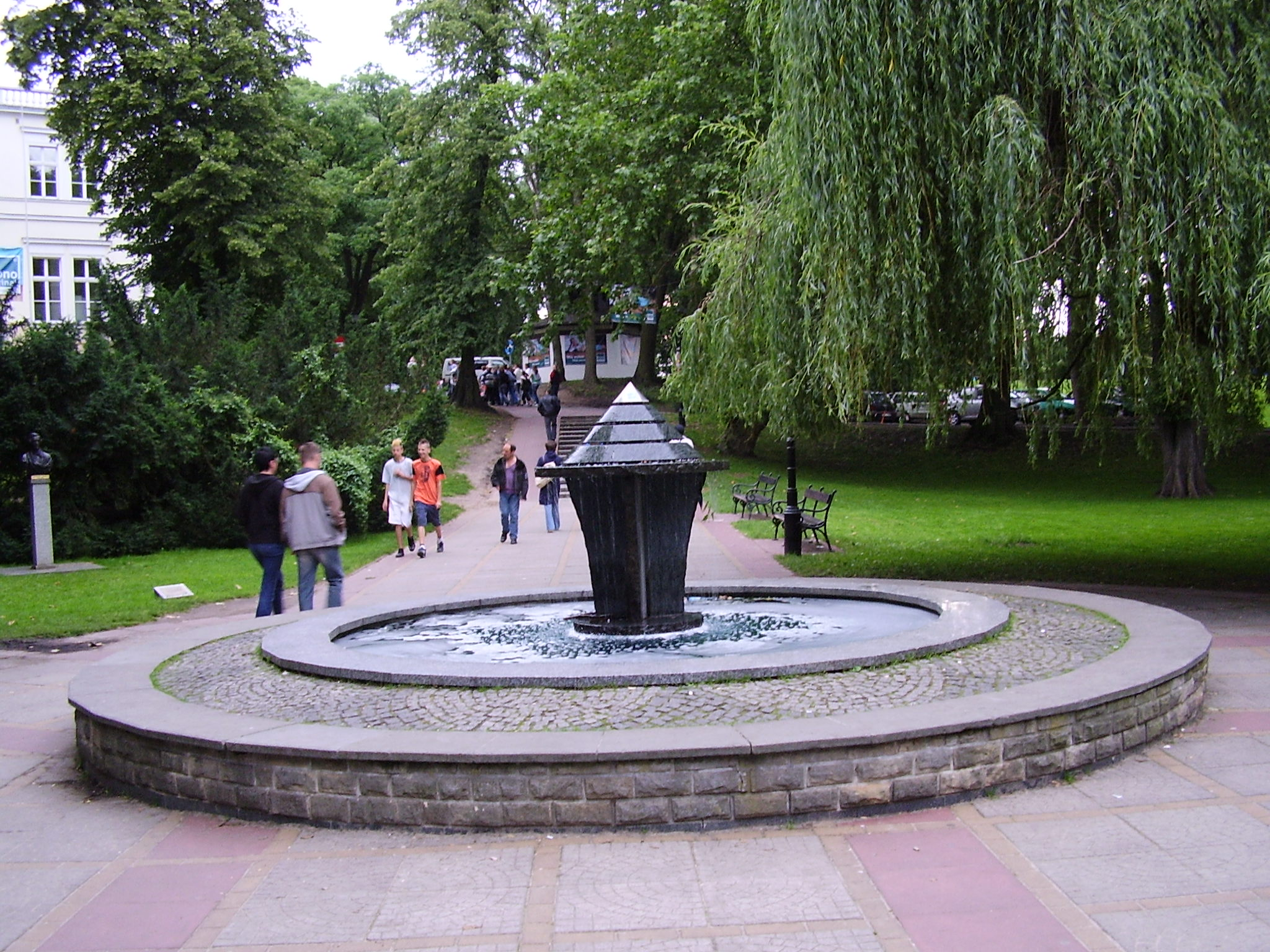
Park Zdrojowy im. Fryderyka Chopina

Układ przestrzenny tworzą 69 ulic z placem Neptuna oraz osiedle mieszkalne Lubiewo.
Nadmorska część miasta Międzyzdroje skupia historyczne zabudowania kurortu i Park Zdrojowy, które są objęte ochroną konserwatorską. Część obszaru położona u podnóża Kawczej jest zabudowana wysokimi budynkami wypierającymi zabudowę historyczną.
Wschodnia część miasta stanowi obszar zurbanizowany o zróżnicowanym sposobie użytkowania, właściwym dla centralnej części miasta, strefy podmiejskiej i osiedla mieszkaniowego.
Charakterystycznym obiektem w Międzyzdrojach jest molo żelbetowe o długości 395 m, przy którego końcu znajduje się przystań żeglugi przybrzeżnej.
Po wschodniej stronie wejścia na molo ustawiona jest szafka meteorologiczna z przełomu XIX/XX w., będąca obiektem małej architektury. Przeszklona witryna z termometrem, higrometrem i barometrem, informuje spacerujących kuracjuszy i turystów o stanie pogody. Dekoracja odlanego trzonu naśladuje wykończenie snycerskie. Szafkę zwieńczają tympanony (zwrócone w cztery strony świata) z przedstawieniem scenek zoomorficznych: piejący kogut – wschód, pszczoły wokół ula – południe, lecąca sowa – zachód, nietoperz – północ. Została uratowana przed zniszczeniem i odnowiona z inicjatywy miejscowych działaczy PTTK. Po przestawieniu wieżyczki w inne miejsce nie pokrywa się ze stronami świata.

### Zieleń miejska
Głównym skupiskiem zieleni miejskiej w Międzyzdrojach jest Park Zdrojowy im. Fryderyka Chopina, położony w kwartale ulic Bohaterów Warszawy, Tysiąclecia Państwa Polskiego i Zdrojowej u podnóża klifowego brzegu. Został założony na przełomie XIX/XX wieku i jest objęty ochroną konserwatorską. W parku w 1999 roku odsłonięto pomnik Fryderyka Chopina. Znajduje się tu również dawny dom zdrojowy z końca XIX wieku, który jest obecnie Międzynarodowym Domem Kultury. Tuż obok mieści się Gabinet Gwiazd, będący gabinetem figur woskowych.
W skład układu zieleni miasta wchodzą: park zdrojowy i promenada (4,8 ha), zieleńce (3,6 ha), zieleń uliczna (3,5 ha), tereny zieleni osiedlowej (1,7 ha), cmentarz (2,6 ha), lasy gminne (45,1 ha) (dane z 2006 roku).

### Miejsca pamięci narodowej
- Pomnik Fryderyka Chopina (w parku zdrojowym)
- Pomnik poświęcony ludziom, którzy nie powrócili z morza
- Pomnik Chwała Bohaterom (na rondzie)

## Historia
W XII wieku na terenie dzisiejszych Międzyzdrojów istniały dwie osady: Żelazo i Kępieńce, obie na południe od miasta. Wieś Żelazo badacze lokują w rejonie obecnej wioski Zalesie, Kępieńce w rejonie dzisiejszego osiedla Lubiewo (skrzyżowanie ulic Wolińskiej z Nowomyśliwską).

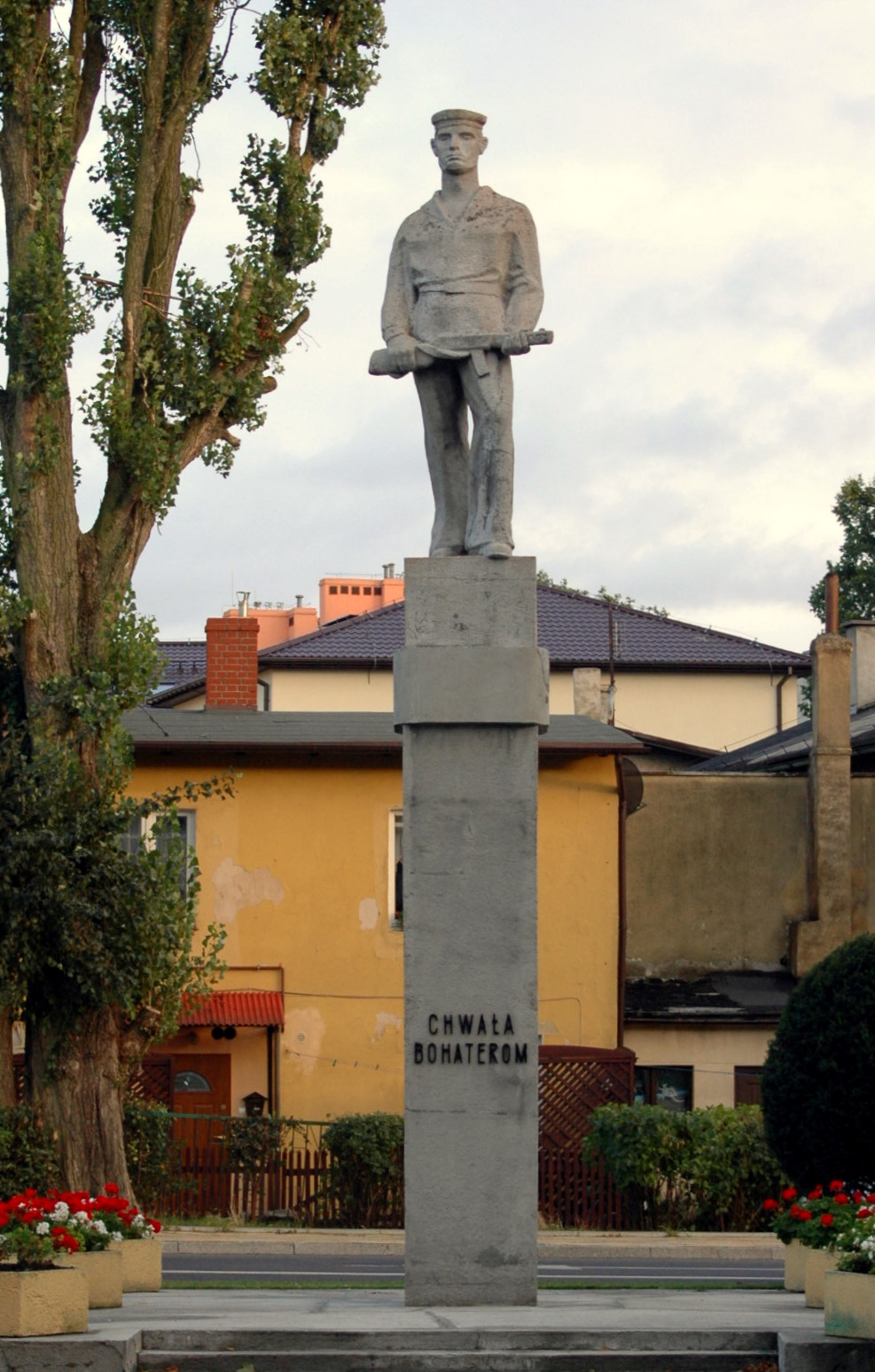
Pomnik poświęcony żołnierzom II wojny światowej

W połowie XIII w., w centrum obecnych Międzyzdrojów (u zbiegu ulic Krótkiej i Gryfa Pomorskiego) powstała karczma, która obsługiwała główny trakt handlowy, biegnący przez Uznam do Kamienia Pomorskiego i Wolina.
Pierwotna nazwa Misdroige, Misdroie zachowała się w XV-wiecznym akcie darowizny księcia Bogusława I na rzecz prepozytury katedralnej w Kamieniu Pomorskim. W 1579 znana była nazwa Mysdroye.
Po wojnie trzydziestoletniej tereny Międzyzdrojów i całą wyspę Wolin opanowali Szwedzi. W roku 1715 wyspę zajęli Prusacy.
W XVIII w. Anglicy odkryli i rozsławili właściwości morskich kąpieli. Wypoczynek nad morzem był w Europie coraz bardziej modny i powszechny.
Jeszcze do połowy XIX w. Międzyzdroje były biedną rybacką wioską. Początki istotnych przemian notuje się od 1832. W 1835 powstały na plaży pierwsze obiekty kąpieliskowe, a na przełomie XIX/XX w. miejscowość stała się modnym kurortem z zakładem solankowym, spacerową promenadą, Parkiem Zdrojowym, hotelami, pensjonatami i willami. 1 lipca 1895 oddano do użytku drewniane molo o długości 300 m. W 1913 Międzyzdroje odwiedziło 20 000 letników.
I i II wojna światowa oszczędziły miastu jakichkolwiek zniszczeń. W lutym 1945 r. przez Międzyzdroje przeszedł marsz śmierci jeńców alianckich z niemieckiego obozu jenieckiego Stalag XX B. 5 maja 1945 roku Niemcy opuścili miasto po walkach z żołnierzami radzieckimi z 19 Armii II Frontu Białoruskiego. Po 1945 Międzyzdroje zostały przyłączone do Polski. W 1947 miejscowość otrzymała prawa miejskie. Od lat 50. XX wieku powoli wznawiano działalność turystyczno-wypoczynkową. W latach 1972–1984 Międzyzdroje były częścią Świnoujścia. W 2004 oddano do użytku żelbetowe molo o długości 395 m.

## Kultura i oświata

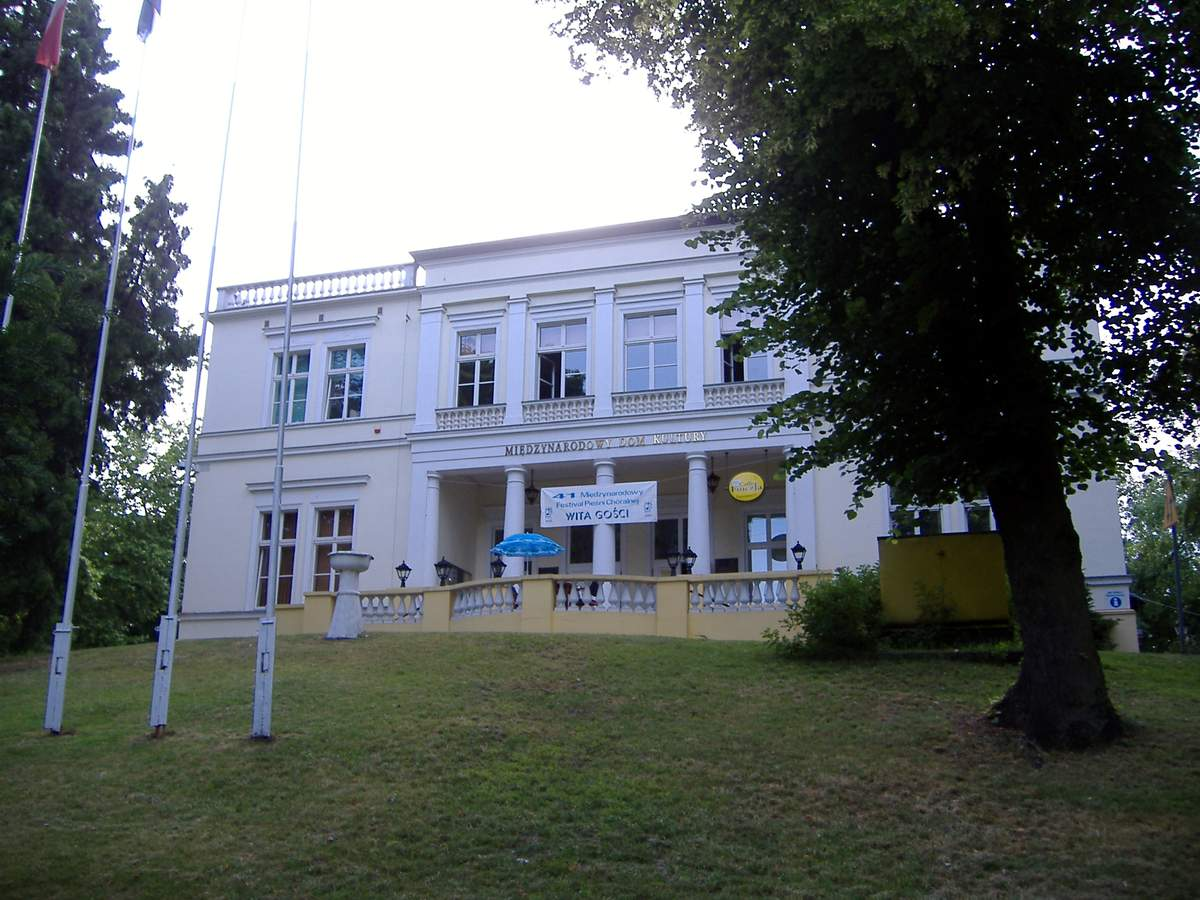
Międzynarodowy Dom Kultury

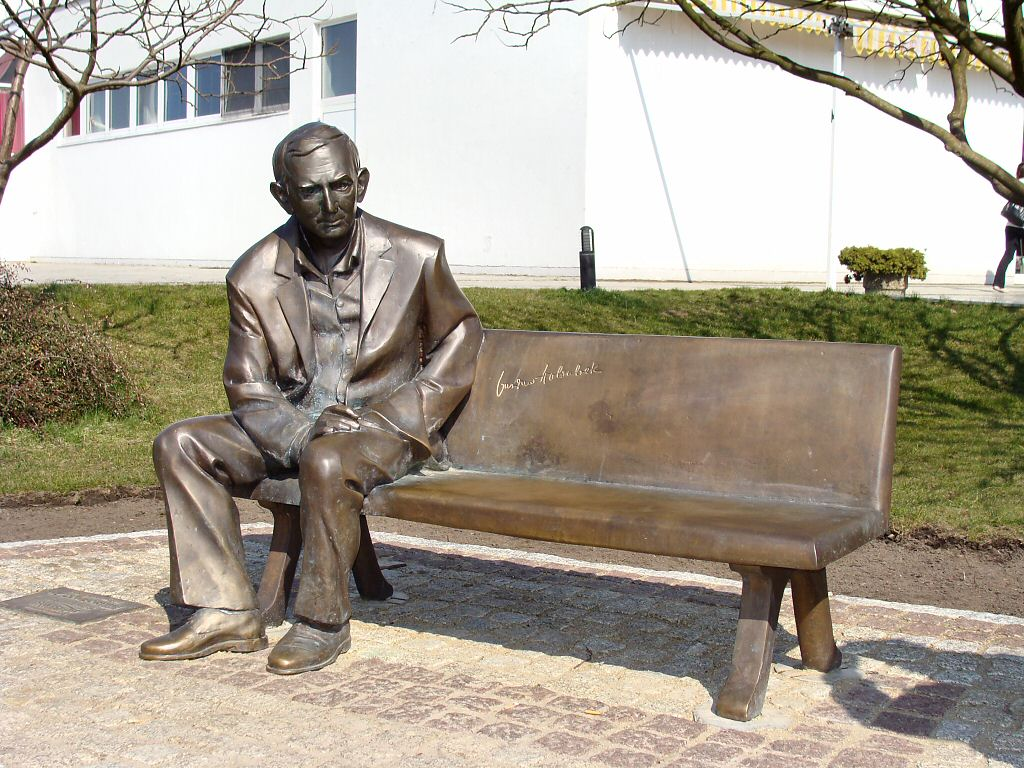
Ławeczka Gustawa Holoubka przy alei Gwiazd

Międzyzdroje stanowią gminny ośrodek edukacyjny. W mieście znajdują się Gimnazjum nr 1 im. Jana Pawła II, do którego w 2007 roku uczęszczało 224 uczniów, a także Szkoła Podstawowa nr 1 im. Bolesława Chrobrego, gdzie chodziło 285 dzieci. W Międzyzdrojach mieści się także przedszkole miejskie, do którego w 2007 roku chodziło 163 dzieci.
W Międzyzdrojach znajduje się Miejska Biblioteka Publiczna im. Jana Kochanowskiego, której księgozbiór obejmuje ponad 7 tys. książek w czytelni i około 33 tys. w wypożyczalni. Z biblioteki mogą korzystać zarówno mieszkańcy, jak i turyści. Przy bibliotece działa dziecięce koło teatralne, a sama biblioteka włącza się w organizację czasu wolnego dla dzieci.
Instytucją kulturalną w mieście jest Międzynarodowy Dom Kultury, który organizuje większość imprez kulturalnych.
Lista imprez odbywających się cyklicznie w Międzyzdrojach:
- Międzynarodowy Turniej Tańca Towarzyskiego Perła Bałtyku – 2. połowa maja
- Międzynarodowy Festiwal Pieśni Chóralnej – 2. połowa czerwca
- Festiwal Gwiazd – początek lipca
- Muzyczne lato w Międzyzdrojach – imprezy plenerowe – lipiec, sierpień
- Międzynarodowe Czwartki Organowe – sierpień
- Gala Boksu Zawodowego – Seasideboxing Show Międzyzdroje – sierpień
- Spotkania Artystyczne Seniorów – wrzesień
- Turniej Tańca Towarzyskiego o puchar miasta Międzyzdroje – październik

### Archiwum Państwowe
Nieopodal Międzyzdrojów, na Białej Górze (administracyjnie stanowiącej część miasta) usytuowany jest oddział Archiwum Państwowego w Szczecinie, gromadzący, przechowujący i udostępniający zainteresowanym dokumentację historyczną wytworzoną m.in. przez jednostki samorządowe podległego sobie rejonu (powiaty: Świnoujście, Kamień Pomorski, Gryfice, Goleniów).

### Nauka
W Międzyzdrojach znajduje się Stacja Morska Uniwersytetu Szczecińskiego, działająca w strukturach Wydziału Nauk o Ziemi.

## Sport i rekreacja
Obiekty sportowe i rekreacyjne w mieście:
- korty tenisowe
- Stadion Miejski im. Ireny Szewińskiej przy ulicy Gryfa Pomorskiego – posiada certyfikaty PZLA i PZPN. Istnieją płyta boiska ze sztuczną trawą oraz bieżnia lekkoatletyczna z nawierzchnia typu MONDO. Stadion posiada sztuczne oświetlenie. Obiekt umożliwia prowadzenie całorocznych zajęć szkoleniowych, meczów, zawodów sportowych i różnych masowych imprez rekreacyjnych w takich dyscyplinach jak piłka nożna, lekka atletyka, biegi przełajowe.
- Hala Sportowa im. Andrzeja Grubby przy ulicy Leśnej
- Klub Sportowy „Fala Międzyzdroje”[29] (do 2001 Leśnik Międzyzdroje) – rozgrywki ligowe A klasy

Lista cyklicznych imprez sportowych w Międzyzdrojach:
- Festiwal siły, sprawności i urody – z udziałem gwiazd sportu – początek sierpnia
- Bieg śniadaniowy – Mityng Lekkoatletyczny im. W.Komara i T.Ślusarskiego – 17 sierpnia[30]
- Sea and sky Festival Unity Line – Ogólnopolski Festiwal Kitesurfingu Kite Cup Międzyzdroje – sierpień

## Uzdrowisko Międzyzdroje
Międzyzdroje są miejscowością uzdrowiskową o znaczeniu regionalnym, nastawioną na leczenie dorosłych. Leczone są tu głównie choroby układu oddechowego: nieżyty górnych dróg oddechowych, astma oskrzelowa, rozedma płuc, pylica płuc. Uzdrowisko posiada źródło lecznicze Wolin z wodami chlorkowo-sodowymi, bromkowymi i żelazistymi.
W 1959 powstał w Międzyzdrojach dom uzdrowiskowy „Pod Gruszą”, jeden z dziesięciu utworzonych w ramach Przedsiębiorstwa Państwowego Uzdrowisko Świnoujście, przekształconego w spółkę akcyjną Skarbu Państwa w grudniu 1998. W listopadzie 2007 odpowiednia komisja majątkowa na wniosek Kongregacji Sióstr Miłosierdzia św. Karola Boromeusza z klasztoru w Trzebnicy przyznała im tę nieruchomość na podstawie następstwa prawnego po niemieckim zakonie posiadającym działkę przed II wojną światową. Mimo oporu ze strony zarządu obiekt stał się własnością Kościoła rzymskokatolickiego.

## Wspólnoty wyznaniowe
- Kościół rzymskokatolicki:
  - parafia pw. św. Piotra Apostoła (kościół oraz kaplica zakonna „Stella Matutina” ss boromeuszek pw. Matki Boskiej Uzdrowicielki Chorych)
- Kościół Ewangelicznych Chrześcijan w RP:
  - zbór Kościoła Ewangelicznych Chrześcijan[34]
- Świadkowie Jehowy:
  - zbór Międzyzdroje (Sala Królestwa ul. Usługowa 10 lok. 2)[35].

## Administracja

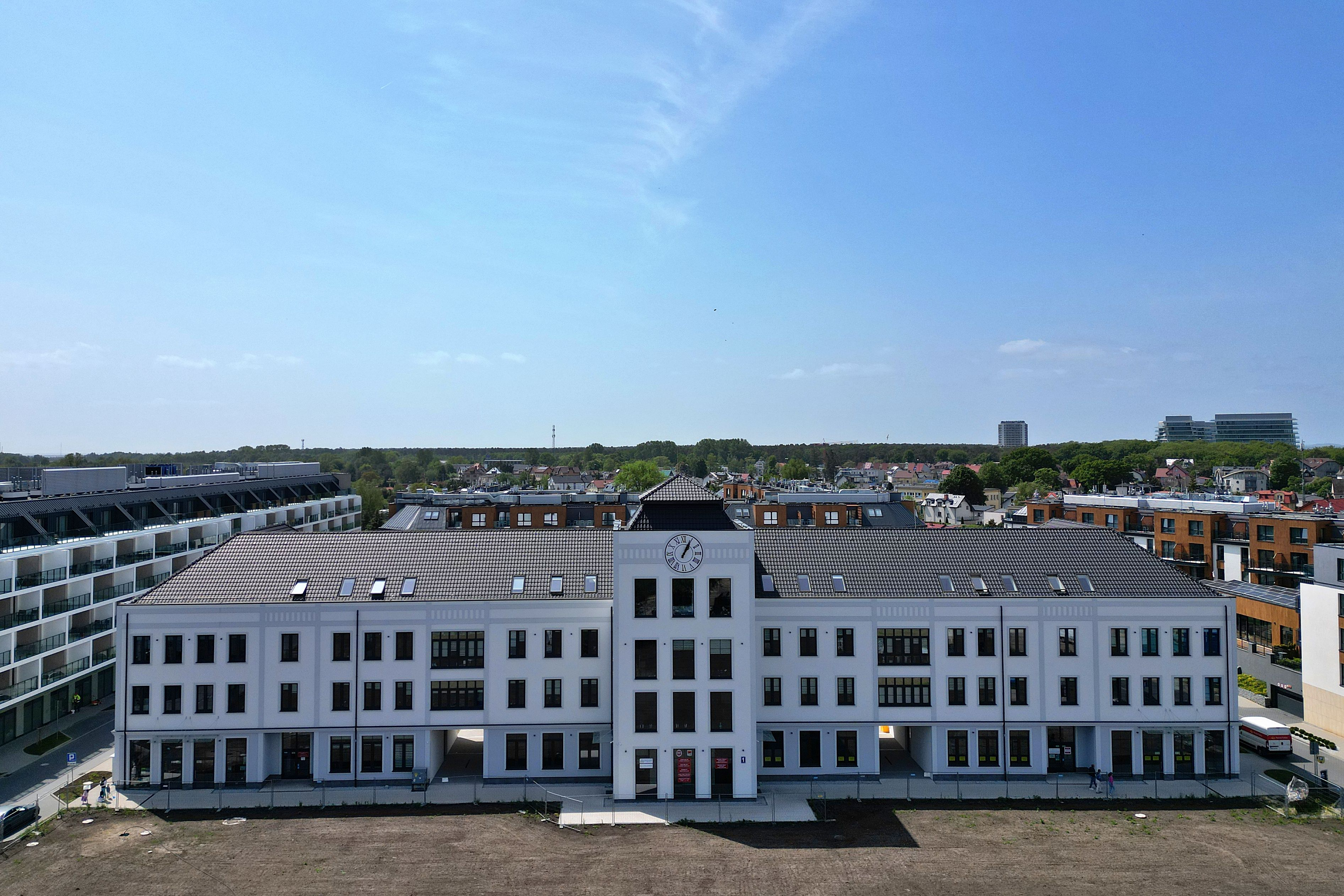
Ratusz w Międzyzdrojach (nowy)

Mieszkańcy Międzyzdrojów wybierają do swojej rady miejskiej 12 radnych (z 15). Pozostałych 3 radnych wybierają mieszkańcy terenów wiejskich gminy Międzyzdroje. Organem wykonawczym jest burmistrz. Siedzibą władz jest urząd miejski przy ul. Plac Ratuszowy 1.
Burmistrzowie Międzyzdrojów:
- Jerzy Neukampf (1990–1994)
- Henryk Pawlak (15.07.1994 – 21.07.1994)
- Włodzimierz Zasadzki (21.07.1994 – 14.07.1996)
- Stanisław Sapała (15.07.1996 – 1.11.1998)
- Adrianna Hebel (1998–2001)
- Stanisław Świrski (2001–2002)
- Henryk Jabłoński (2002–2006)
- Leszek Tomasz Dorosz (2006–2018)
- Mateusz Bobek (od 2018)

Międzyzdroje należą do Związku Miast Bałtyckich. Miasto utrzymuje współpracę samorządową z polską wsią Boronów.
Mieszkańcy Międzyzdrojów wybierają posłów z okręgu wyborczego nr 41 (Szczecin), senatora z okręgu nr 98, a posłów do Parlamentu Europejskiego z okręgu wyborczego nr 13.

## Demografia

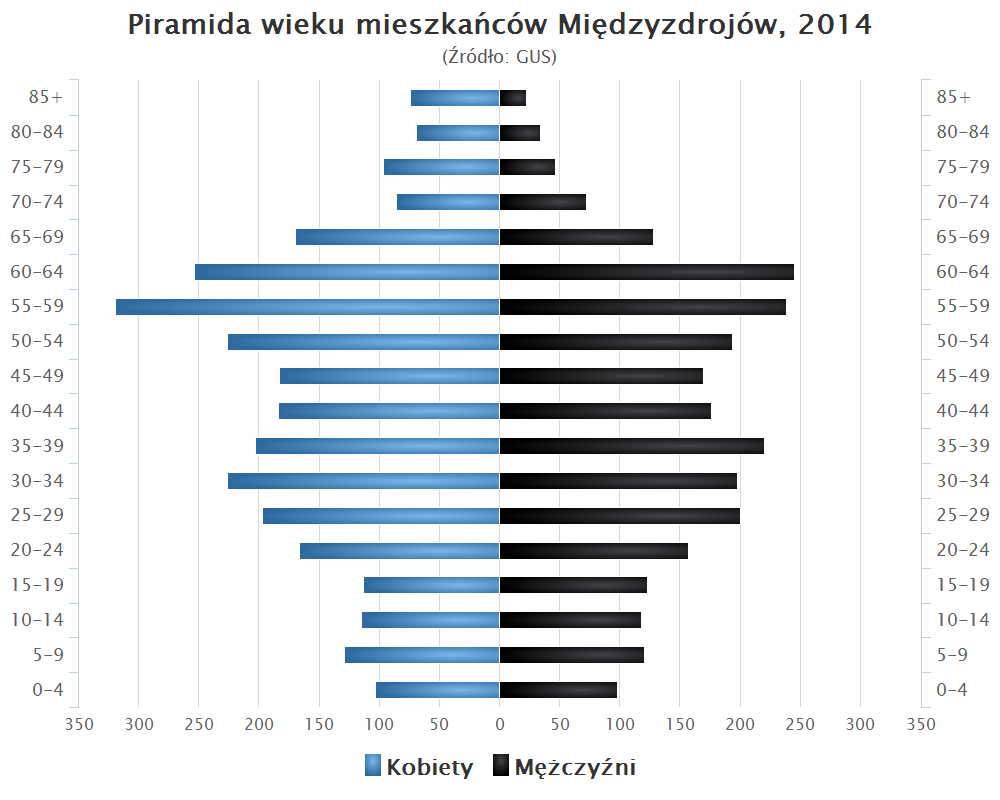
Piramida wieku mieszkańców Międzyzdrojów w 2014 roku

## Transport

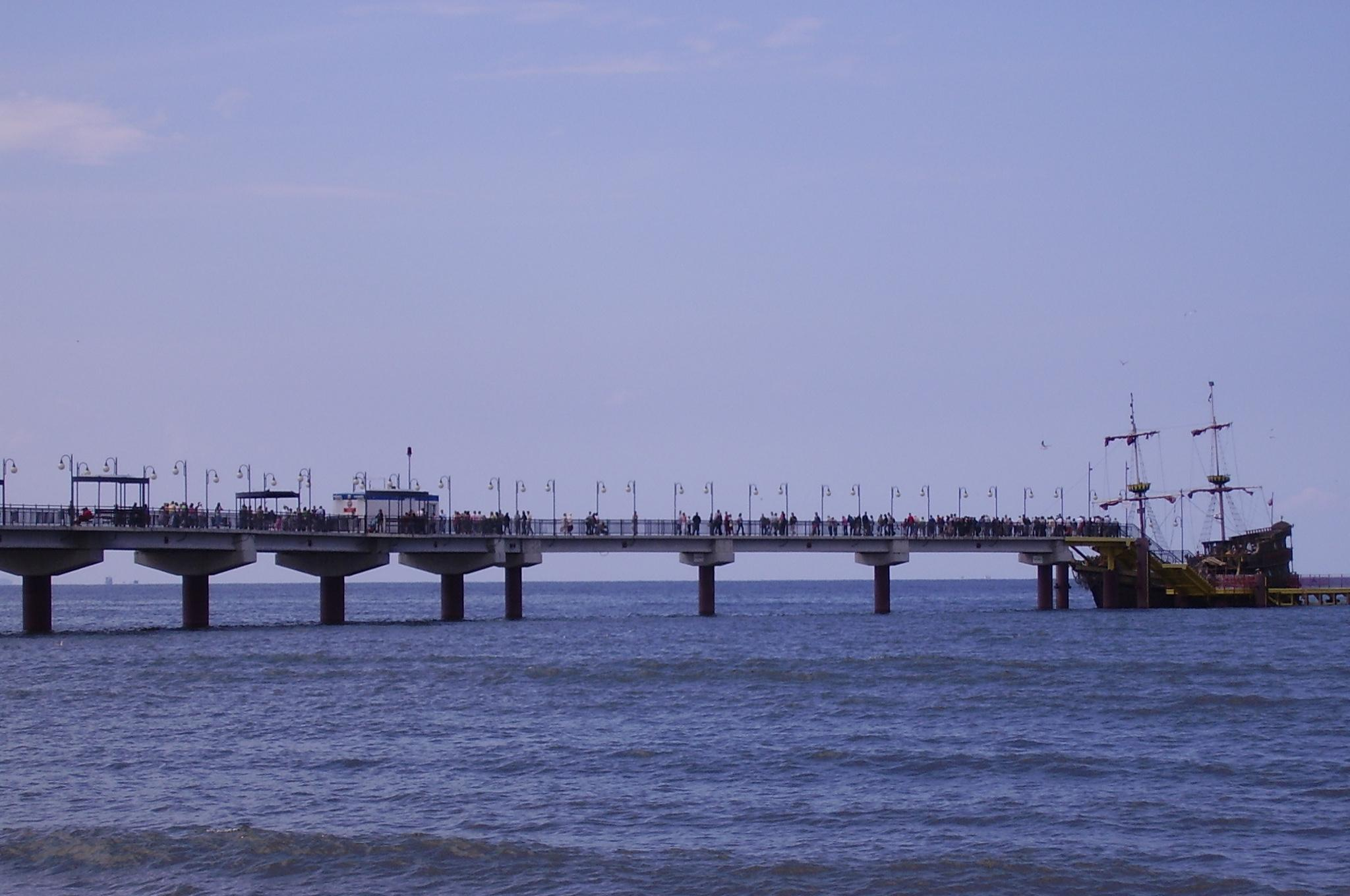
Molo z przystanią dla małych statków wycieczkowych

Węzeł drogowy znajduje się na południowo-zachodnim osiedlu Lubiewo, gdzie przebiega droga krajowa nr 3 ze Szczecina do Świnoujścia oraz rozpoczyna się droga wojewódzka nr 102 do Kołobrzegu.
W mieście znajduje się przystanek kolejowy na linii Szczecin Dąbie – Świnoujście.
Komunikację miejską w Międzyzdrojach zapewnia linia autobusowa nr 10 ze Świnoujścia.
W Międzyzdrojach zostały ustanowione 2 przystanie morskie. Pierwszą z nich jest molo, z którego odpływają krótkie rejsy wycieczkowe po Morzu Bałtyckim.
Druga przystań morska znajduje się na wschód od mola. Wykorzystywana jest przez tutejszych rybaków. W skład przystani wchodzą dwie dalby wyciągowe. W granicach przystani morskiej znajduje się akwatorium o powierzchni 25 tys. m², które stanowi obszar wód Morza Bałtyckiego o średniej szerokości 100 m, licząc od linii brzegu, położonym naprzeciw części lądowej przystani.

## Międzyzdrojanie
Znane osoby urodzone w Międzyzdrojach:
- Wiesław Chmielewski – pięcioboista, żołnierz zawodowy, olimpijczyk z Seulu 1988
- Britta Wuttke – pisarka, tłumaczka, lekarka, animatorka kultury, autorka książki pt. „Homunculus z tryptyku”[39]

## Miejscowości partnerskie
- Boronów
- Sellin
- Timmendorfer Strand